# Berenguela (Pando)
Berenguela ist eine Ortschaft im Departamento La Paz im südamerikanischen Anden-Staat Bolivien.

## Lage
Berenguela ist zentraler Ort des Kanton Berenguela im Municipio Santiago de Machaca in der Provinz José Manuel Pando. Die Ortschaft liegt auf einer Höhe von 4154 m im Quellgebiet des Río Berenguela, der über den Río Mauri zum Río Desaguadero hin fließt und so mit dem Titicacasee verbunden ist.

## Geographie
Berenguela hat ein semiarides Klima, da im Jahresverlauf über mehr als sechs Monate die Niederschläge für den Pflanzenwuchs nicht ausreichen. Das Klima der Region ist ein typisches Tageszeitenklima, bei dem die mittleren Temperaturschwankungen im Tagesverlauf deutlicher ausfallen als im Ablauf der Jahreszeiten.
Die mittlere Jahrestemperatur der Region liegt bei etwa 8 °C (siehe Klimadiagramm Charaña), die Monatsdurchschnittstemperaturen schwanken nur unwesentlich zwischen knapp 5 °C von Juni bis Juli und knapp über 10 °C von November bis Januar. Der Jahresniederschlag beträgt niedrige 300 mm, die Monatswerte liegen zwischen unter 10 mm in den Monaten Mai bis Oktober und etwa 50 mm von Dezember bis März.

## Verkehr
Berenguela liegt in einer Entfernung von 175 Straßenkilometern südwestlich von La Paz, der Hauptstadt des gleichnamigen Departamentos.
Aus dem Talkessel von La Paz führt die Nationalstraße Ruta 2 auf die Hochfläche von El Alto. Von dort führt die Ruta 19 in südwestlicher Richtung über Viacha, Caquiaviri und Achiri nach Berenguela und von dort weitere 49 Kilometer nach Charaña im Dreiländereck Peru-Chile-Bolivien.

## Bevölkerung
Die Einwohnerzahl der Ortschaft ist in dem Jahrzehnt zwischen den beiden letzten Volkszählungen auf ein Fünftel zurückgegangen:
| Jahr | Einwohner | Quelle       |
| ---- | --------- | ------------ |
| 1992 | 102       | Volkszählung |
| 2001 | 95        | Volkszählung |
| 2012 | 19        | Volkszählung |
| 2024 |           | Volkszählung |

Die Region weist einen hohen Anteil an Aymara-Bevölkerung auf, im Municipio Santiago de Machaca sprechen 89,5 Prozent der Bevölkerung Aymara.